# Plessix-Balisson
Plessix-Balisson (en bretón Ar Genkiz-Yuzhael) era una comuna francesa situada en el departamento de Costas de Armor, de la región de Bretaña, que el uno de enero de 2017 pasó a ser una comuna delegada de la comuna nueva de Beaussais-sur-Mer al unirse con las comunas de Ploubalay y Trégon.

## Demografía
| Gráfica de evolución demográfica de Plessix-Balisson entre 1800 y 2014 |
|                                                                        |

Los datos demográficos contemplados en este gráfico de la comuna de Plessix-Balisson se han cogido de 1800 a 1999 de la página francesa EHESS/Cassini, y los demás datos de la página del INSEE.